# Manfred Mölgg
Manfred Mölgg (Bruneck, 3. lipnja 1982.) je talijanski alpski skijaš. 
U Svjetskom kupu debitirao je 2003. godine.

## Pobjede u Svjetskom kupu
3 pobjeda (3 slaloma)
| Datum             | Mjesto održavanja      | Disciplina |
| ----------------- | ---------------------- | ---------- |
| 9. ožujka 2008.   | Kranjska Gora          | slalom     |
| 1. veljače 2009.  | Garmisch-Partenkirchen | slalom     |
| 5. siječnja 2017. | Zagreb (Sljeme)        | slalom     |

## Vanjske poveznice
- FIS profil  Arhivirana inačica izvorne stranice od 16. ožujka 2012. (Wayback Machine)
- Službena stranica